# Cá chình điện
Cá chình điện hay còn gọi là lươn điện (tên khoa học: Electrophorus Electricus) là một loài cá trong họ Cá dao lưng trần (Gymnotidae). Nó có thể phát ra điện để giật kẻ thù và để săn mồi.

## Cơ quan phát điện
Chúng có một vũ khí săn mồi đáng sợ, đó là cơ quan phát điện của cá được tổng hợp từ 3 phần: phần chính tích điện, phần săn mồi phát động điện và phần đuôi định vị.
Phân tích sâu cơ quan phát điện của cá sẽ thấy chúng là các lớp mỏng cơ bao quanh bởi một dịch trong và sệt, các lớp cơ tạo điện đồng bộ và dòng điện tổng phóng ra được điểu khiển bởi não cá.
Tất cả chỉ diễn ra trong 3 mi li giây (3/1000 giây) nhưng cá chình điện có thể phóng liên tục 150 lần trong một giờ mà không …mệt mỏi! Do đó ít con mồi nào thoát khỏi miệng nó. (Đã có trường hợp một con hoẵng ngã lăn kềnh ra khi ghé miệng uống nước gần chỗ cá chình điện). Người khi bị cá chình phóng điện có thể không chết và gượng dậy thoát được, nhưng nếu chậm chân không ra khỏi vùng nguy hiểm và lãnh sự phóng điện lặp lại liên tục từ cá, chúng ta có thể bị tử vong.
Ba phần cơ quan phát điện của cá sẽ tạo dòng điện sinh học, dòng điện này hình thành từ các pin sinh học gọi là bản điện có suất điện động e = 0,15V và điện trở nội r = 0,25ohm. Các bản điện sắp xếp 140 dãy, mỗi dãy có 5000 bản điện trải dài theo thân cá. Chúng ta có thể lập mô hình tính toán như sau: Suất điện động E của bộ pin gồm 5000 bản điện/dãy và 140 dãy song song chính là suất điện động của mỗi dãy:
- E = 5000.0,15V = 750V
- Điện trở của một dãy: Rd = 5000.0,25ohm = 1250(ohm)
- Điện trở nội của bộ pin E:
- 1/Rn = 140(1/Rd) vậy Rn = Rd/140 = 1250/140 = 8,92(ohm)

## Sinh lý học

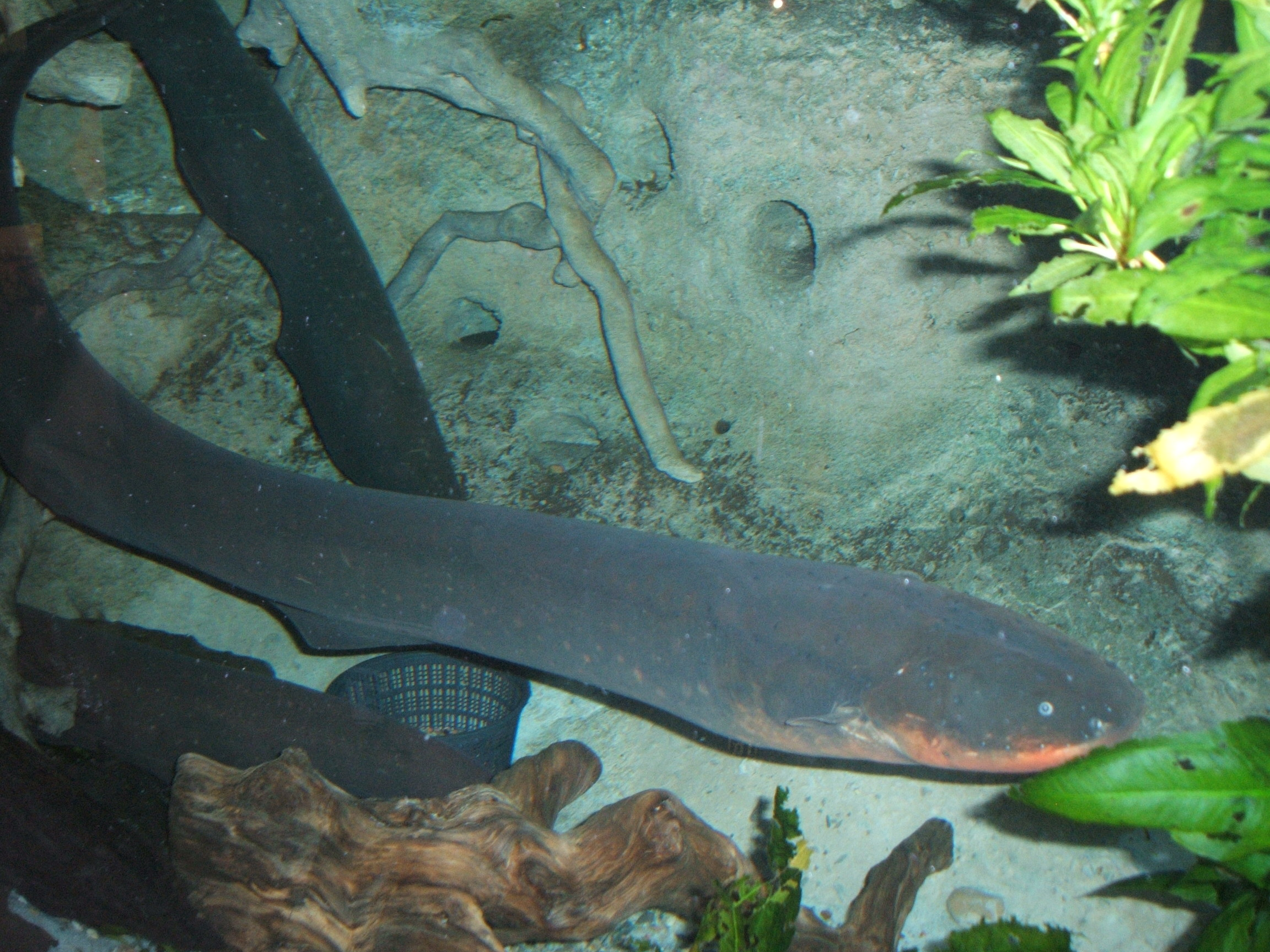
Các chình điện tại Thủy cung New England

Cá chình điện có ba cặp cơ quan bụng tạo ra điện: cơ quan chính, cơ quan của Hunter và cơ quan của Sach. Các cơ quan này chiếm bốn phần năm cơ thể của nó và cung cấp cho lươn điện khả năng tạo ra hai loại cơ quan phóng điện: điện áp thấp và điện áp cao. Các cơ quan này được tạo thành từ electrocyte, được xếp thành hàng để các dòng ion có thể chảy qua chúng và xếp chồng lên nhau để mỗi người thêm vào sự khác biệt điện áp.
Khi con cá chính điện tìm thấy con mồi, não sẽ gửi tín hiệu qua hệ thần kinh đến các tế bào điện. Điều này sẽ mở các kênh ion, cho phép natri chảy qua, đảo ngược cực tính trong giây lát. Bằng cách gây ra sự khác biệt đột ngột về điện thế, nó tạo ra dòng điện theo cách tương tự như pin, trong đó các tấm xếp chồng lên nhau tạo ra sự khác biệt điện thế. Cá chình điện cũng có khả năng điều khiển hệ thần kinh của con mồi bằng khả năng điện của chúng; bằng cách điều khiển hệ thần kinh và cơ bắp của nạn nhân thông qua các xung điện, chúng có thể ngăn con mồi trốn thoát hoặc buộc nó di chuyển để chúng có thể xác định vị trí của nó.
Trong cá chình điện, khoảng 5.000 đến 6.000 cơ quan phát điện có thể gây sốc lên tới 860 volt và dòng điện lên tới 1 ampere. Mức dòng điện này được cho là đủ để tạo ra một cú sốc gây tê ngắn và đau đớn giống như phóng điện Stun gun, do điện áp có thể cảm nhận được ở khoảng cách từ cá; đây là rủi ro phổ biến đối với những người chăm sóc bể cá và các nhà sinh vật học cố gắng xử lý hoặc kiểm tra lươn điện.
Cà chình điện sử dụng điện theo nhiều cách. Điện áp thấp được sử dụng để cảm nhận môi trường xung quanh. Điện áp cao được sử dụng để phát hiện con mồi và, riêng rẽ, làm choáng chúng. Các cặp xung điện áp cao cách nhau 2 mili giây được sử dụng để phát hiện và xác định vị trí con mồi bằng cách khiến chúng co giật không tự nguyện; con lươn điện cảm nhận được sự chuyển động này. Một chuỗi các xung điện áp cao với tốc độ lên tới 400 mỗi giây sau đó được sử dụng để tấn công và làm choáng hoặc làm tê liệt mục tiêu, tại thời điểm đó, cá chính điện áp dụng một vết cắn ăn mồi.
Cơ quan Sach được liên kết với điện phân. Bên trong cơ quan có nhiều tế bào giống như cơ bắp, được gọi là điện di. Mỗi tế bào chỉ có thể tạo ra 0,15 V, mặc dù cơ quan này có thể truyền tín hiệu có biên độ gần 10 V ở biên độ khoảng 25 Hz. Những tín hiệu này được phát ra bởi cơ quan chính; cơ quan của Hunter có thể phát ra tín hiệu ở mức vài trăm hertz.
Cá chình điện là duy nhất trong số các Gymnotiformes trong việc có các cơ quan điện lớn có thể tạo ra điện có khả năng gây chết người cho phép chúng làm choáng con mồi. Điện áp lớn hơn đã được báo cáo, nhưng đầu ra điển hình là đủ để làm choáng hoặc ngăn chặn hầu như bất kỳ động vật. Con non tạo ra điện áp nhỏ hơn (khoảng 100 V). Chúng có thể thay đổi cường độ phóng điện, sử dụng phóng điện thấp hơn để săn mồi và cường độ cao hơn để làm choáng con mồi hoặc tự vệ. Họ cũng có thể tập trung phóng điện bằng cách cuộn tròn và liên lạc tại hai điểm dọc theo cơ thể của nó. Khi bị kích động, chúng có thể tạo ra những cú sốc điện gián đoạn này trong ít nhất một giờ mà không mệt mỏi.
Chình điện cũng sở hữu các thụ thể củ nhạy cảm với tần số cao, được phân bố thành từng mảng trên cơ thể. Tính năng này rõ ràng hữu ích cho việc săn các Gymnotiformes khác.
Cá chình điện đã được sử dụng như một mô hình trong nghiên cứu về di truyền điện sinh học. Loài này được các nhà nghiên cứu quan tâm, những người sử dụng acetylcholinesterase và adenosine triphosphate.
Michael Faraday đã thử nghiệm rộng rãi các tính chất điện của một con chình điện, được nhập khẩu từ Suriname. Trong khoảng thời gian bốn tháng, Faraday đã cẩn thận và đo lường một cách nhân đạo các xung điện do con vật tạo ra bằng cách ấn các mái chèo bằng đồng có hình dạng và yên ngựa vào mẫu vật. Thông qua phương pháp này, Faraday đã xác định và định lượng hướng và cường độ của dòng điện, và chứng minh các xung động vật trên thực tế là điện bằng cách quan sát tia lửa và độ lệch trên điện kế).

## Hình ảnh

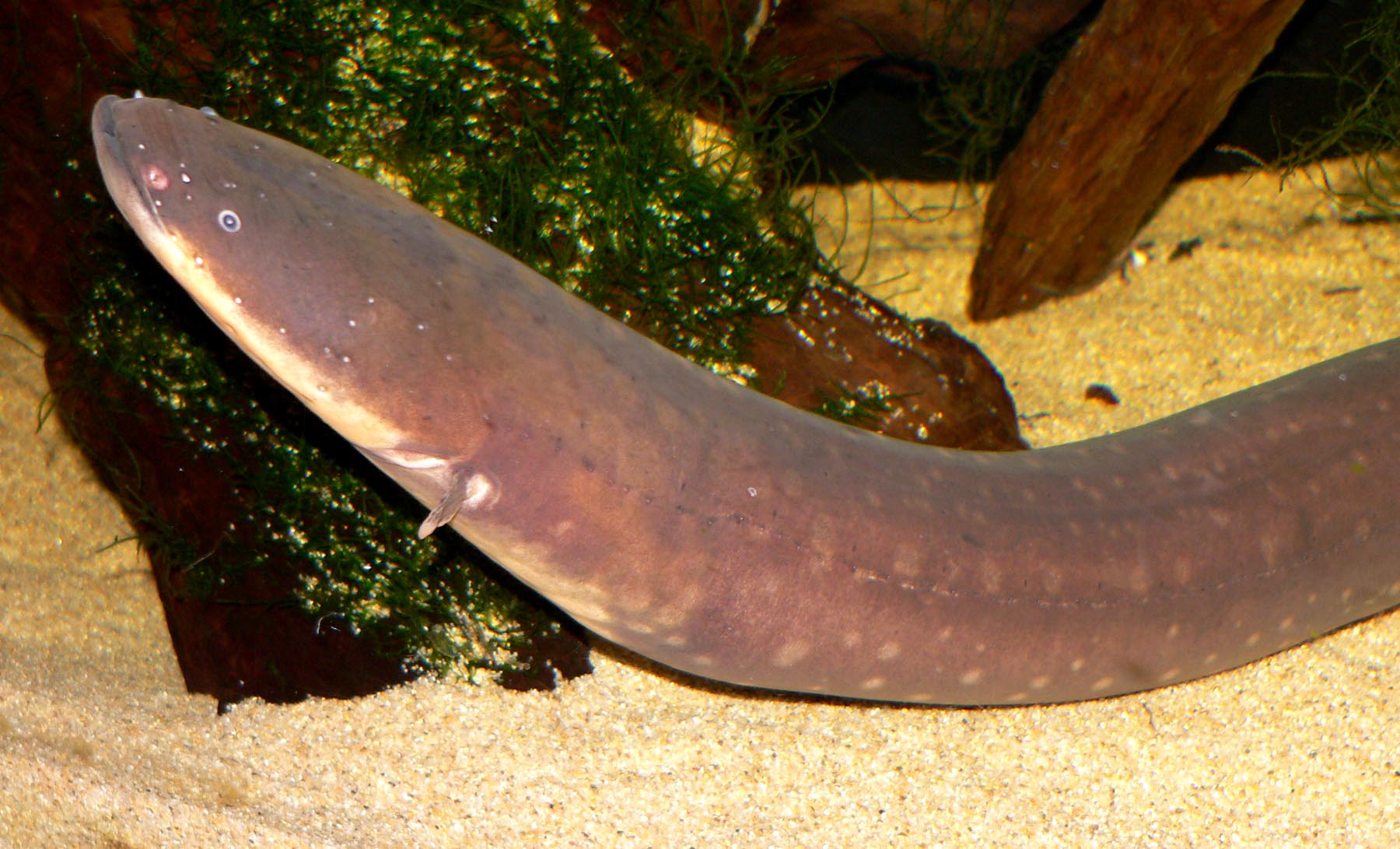
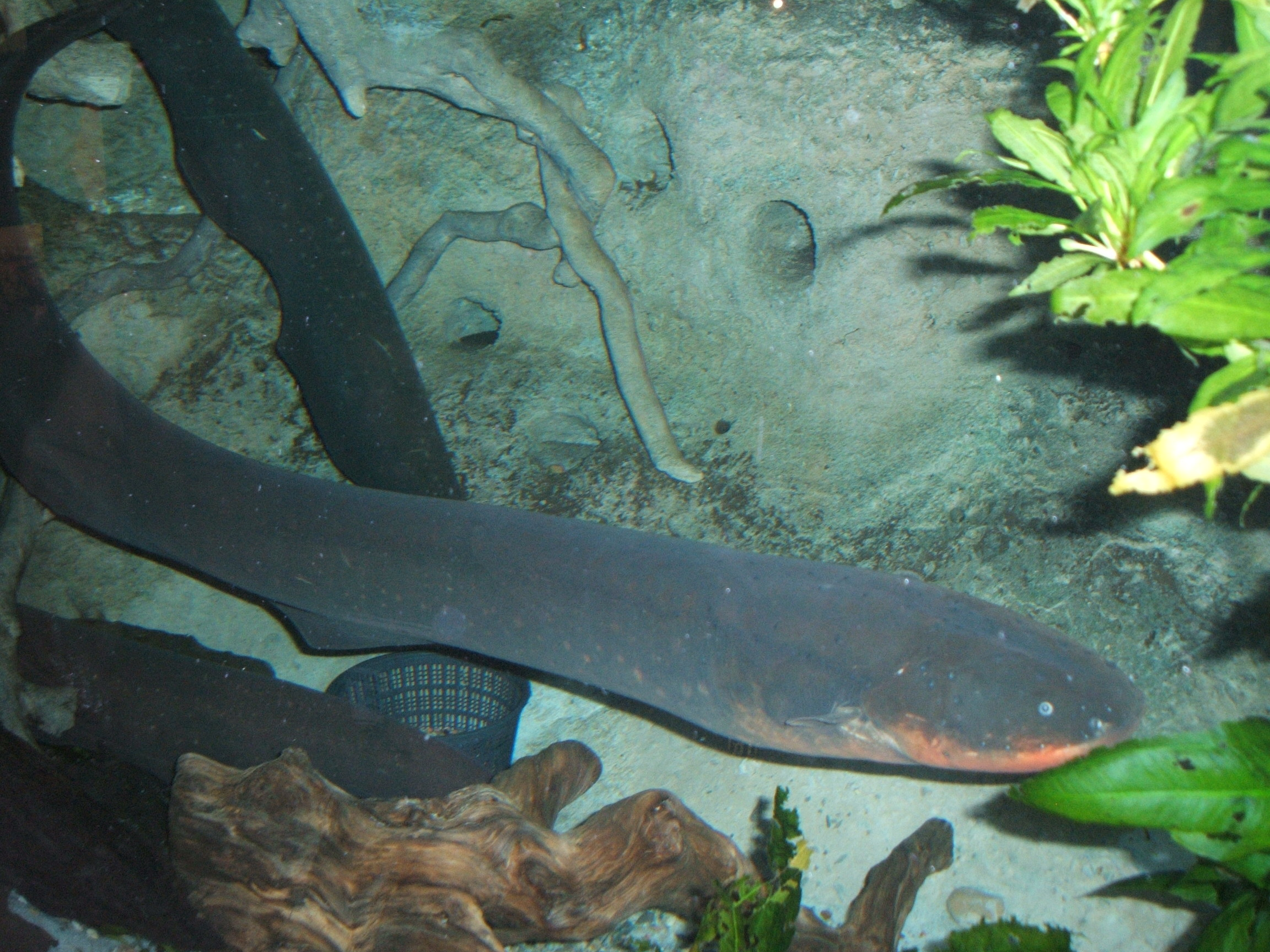
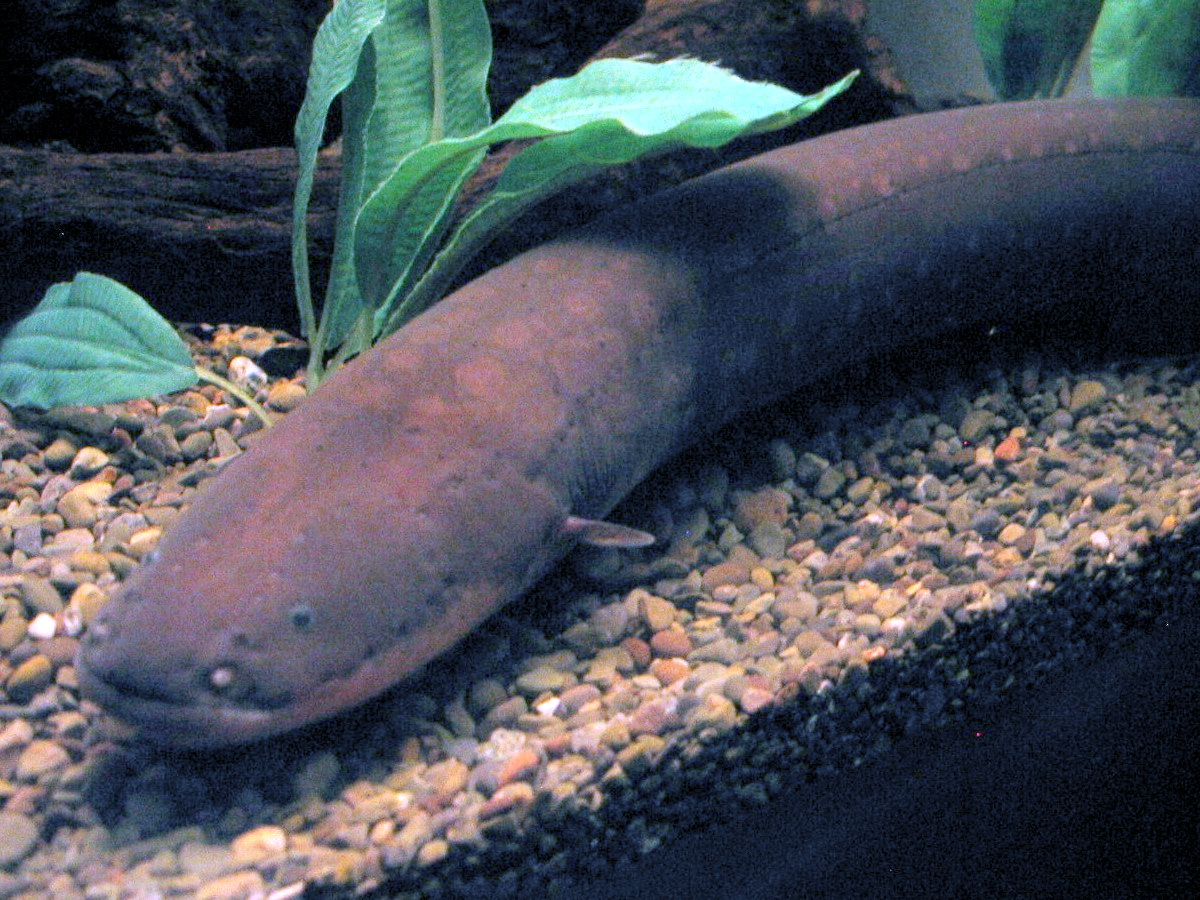
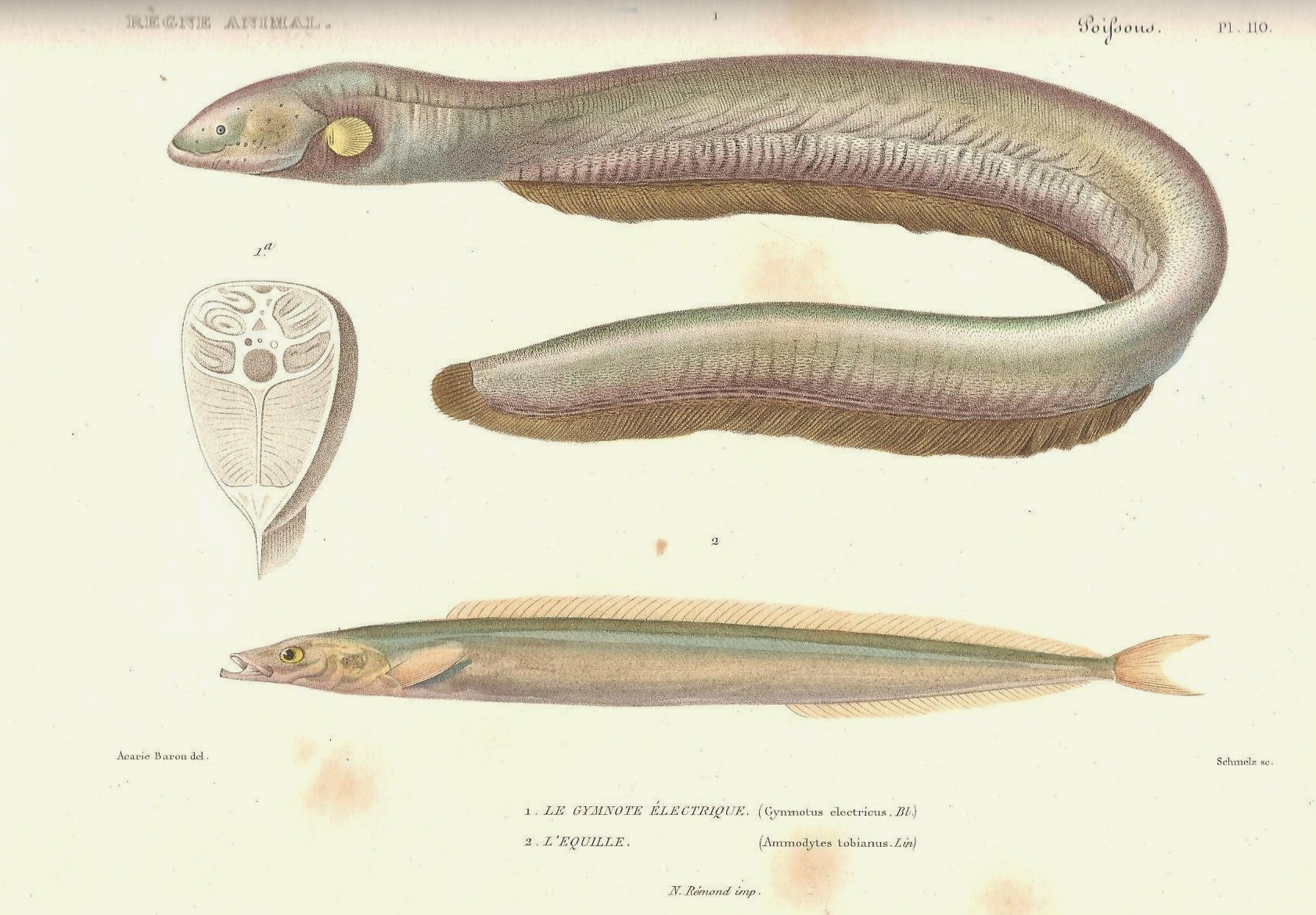